# نظرية كلفن بلانك

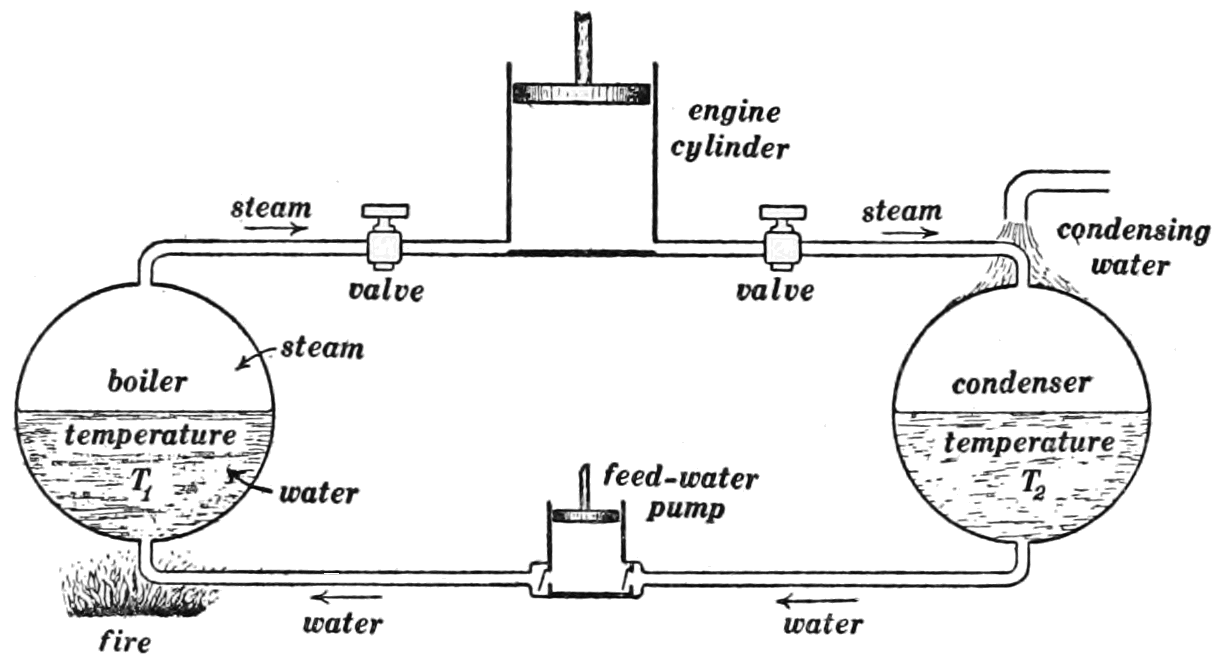
مخطط توضيحي للمحرك الحراري.

كلفن بلانك أو نظرية المحرك الحراري للقانون الثاني للديناميكا الحرارية والتي تنص على أنه من المستحيل صنع محرك حراري يعمل دوريًا، ويكون تأثيره الوحيد هو امتصاص كمية من الطاقة على شكل حرارة من خزان حراري واحد وإنتاج نفس هذه الكمية من الشغل.  هذا يعني أنه من المستحيل بناء محرك حراري يتمتع بكفاءة حرارية نسبتها 100٪. 